# Gesa Olkusz

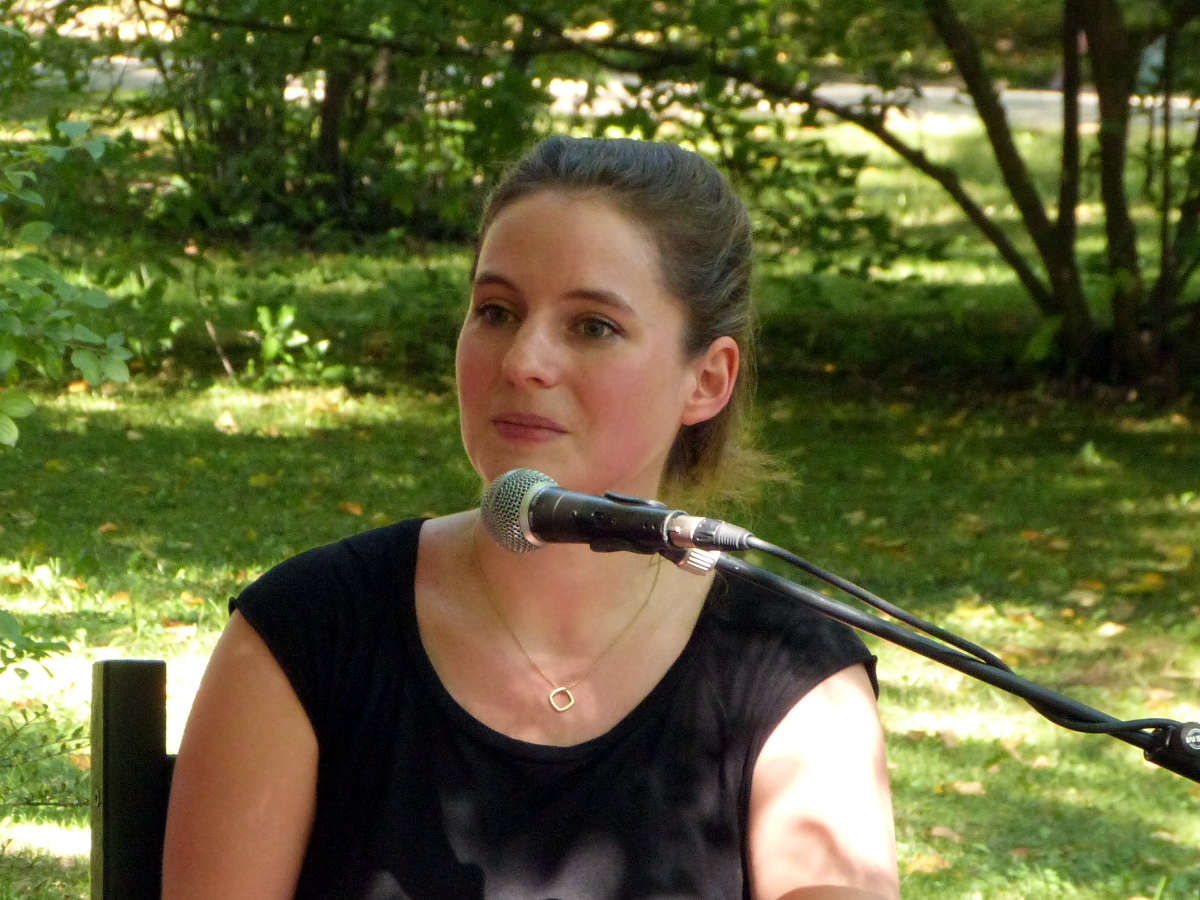
Gesa Olkusz (2015)

Gesa Olkusz (* 1980 in Bremerhaven) ist eine deutsche Schriftstellerin.

## Leben
Gesa Olkusz studierte Philosophie und Interkulturelle Fachkommunikation an der Universiteit van Amsterdam, der Freien Universität und der Humboldt-Universität zu Berlin.
2015 erschien ihr Debütroman Legenden im Residenz Verlag, der sich auf der Shortlist des Silberschwein-Preises der lit.Cologne, des Franz-Tumler-Literaturpreises und des Literaturpreises Alpha befand.
Für einen Auszug aus ihrem zweiten, 2025 veröffentlichten Roman Die Sprache meines Bruders erhielt sie den Kranichsteiner Literaturförderpreis 2015. Im Juni 2025 wurde der Roman auf Platz sieben der ORF-Bestenliste gereiht und im August 2025 auf Platz vier. Die Sprache meines Bruders wurde 2025 für den Deutschen Buchpreis nominiert.
Olkusz lebt und arbeitet mit Stand Mai 2025 in Berlin.

## Publikationen (Auswahl)
- 2015: Legenden, Residenz, St. Pölten/Salzburg/Wien 2015, ISBN 978-3-7017-1635-7.
- 2025: Die Sprache meines Bruders, Residenz, Salzburg 2025, ISBN 978-3-7017-1801-6.

## Auszeichnungen und Nominierungen
- 2015: Kranichsteiner Literaturförderpreis[3]
- 2015: Franz-Tumler-Literaturpreis: Shortlist mit Legenden[3][9]
- 2015: Literaturpreis Alpha: Shortlist mit Legenden[4]
- 2016: Stipendium des Prager Literaturhauses deutschsprachiger Autoren[2]
- 2025: Longlist des Deutschen Buchpreises mit Die Sprache meines Bruders[8]